# Línea 14 (San Juan)
La línea 14 es una línea de colectivos urbanos del aglomerado del Gran San Juan en la provincia de San Juan, que recorre gran parte de dicha aglomeración, por los departamentos Rivadavia y Capital. 
Su recorrido comunica la localidad de Marquesado con la zona central de la ciudad de San Juan, mediante la tránsito por Avenida Libertador General San Martín. Entre los sitios de importancia que se ubican en su recorrido están el Hospital Marcial Quiroga, el Parque de Mayo y los edificios del Centro Cívico de San Juan y la Legislatura Provincial.   

## Recorrido
Ida
Marquesado: Avenida Libertador General San Martín - Teniente Galindez - San Juan - Baigorria - Avenida Libertador General San Martín - Avenida Rawson - General Paz - Estados Unidos (Estación Terminal de Omnibus). 
Regreso
Estación Terminal de Omnibus): Santa Fe - Avenida Rawson - Laprida - Patricias Sanjuaninas - Avenida Libertador General San Martín - Baigorria - Soldado Argentino - Teniente Galindez - Avenida Libertador General San Martín.